# 耿灼然
耿灼然，河南省襄城縣人。清朝政治人物，進士出身。

## 生平
耿灼然於道光二十四年（1844年）考中甲辰科舉人，道光二十七年（1847年）考中張之萬榜二甲進士，曾任南安州知州。